# Krúbi-diszkográfia
Ez a lap Krúbi szóló tevékenységének diszkográfiáját mutatja be. A Mirror Glimpse kiadványokat nem tartalmazza.

## Albumok

### Stúdióalbumok
| Cím           | Album adatai | Legjobb helyezése a Mahasz Album Top 40 listáján |
| ------------- | --- | ------------------------------------------------ |
| Nehézlábérzés | - Megjelent: 2018. május 11. - Kiadó: Universal Music Hungary - Formátumok: CD, digitális letöltés, streaming            | 17                                               |
| Ösztönlény    | - Megjelent: 2020. március 23. - Kiadó: Universal Music Hungary - Formátumok: bakelit, CD, digitális letöltés, streaming | 5                                                |
| III. Krúbi    | - Megjelent: 2023. november 17. - Kiadó: Krúbi - Formátumok: CD, digitális letöltés, streaming                           | 1                                                |

## Középlemezek / EP-k
| Cím              | Album adatai                                                                                                |
| ---------------- | --- |
| Zárolás Feloldva | - Megjelent: 2019. február 18. - Kiadó: Universal Music Hungary - Formátumok: digitális letöltés, streaming |

## Kislemezek
| Cím                          | Év   | Legmagasabb helyezés | Legmagasabb helyezés | Legmagasabb helyezés | Album                  |
| Cím                          | Év   | Mahasz               | Mahasz               | Billboard            | Album                  |
| Cím                          | Év   | Single Top 40        | Stream Top 40        | Hungary Songs        | Album                  |
| ---------------------------- | ---- | -------------------- | -------------------- | -------------------- | ---------------------- |
| A Hős Krúbi                  | 2017 | -                    | -                    | -                    | Album nélküli kislemez |
| Getszifürdő                  | 2017 | -                    | -                    | -                    | Album nélküli kislemez |
| Spontán Kikeltető Rap        | 2017 | -                    | -                    | -                    | Album nélküli kislemez |
| Schmuck (Dé:Nash-el)         | 2018 | -                    | -                    | -                    | Nehézlábérzés          |
| LEJTŐ                        | 2020 | 7                    | 14                   | -                    | Ösztönlény             |
| Szív                         | 2021 | 29                   | 2                    | -                    | Album nélküli kislemez |
| Partyzán                     | 2023 | 27                   | 4                    | 8                    | III. Krúbi             |
| Krúbi Interjú                | 2023 | 4                    | -                    | 9                    | III. Krúbi             |
| Ganxta Zolee Tehet Mindenről | 2023 | 5                    | 5                    | 15                   | III. Krúbi             |

## Közreműködések
| Cím                                | Év   | Előadó(k)                   | Album                  |
| ---------------------------------- | ---- | --------------------------- | ---------------------- |
| Dzsipszi Kinga                     | 2017 | Trix, Bandezan              | Album nélküli kislemez |
| Textépítők                         | 2018 | Gege, Busa Pista, Nick Name | Dokumentum             |
| Keresztes Hadjárat 2019            | 2019 | Dé:Nash                     | Tarsolylemez           |
| M1                                 | 2019 | Lil Frakk                   | Brokaz                 |
| Viszlát Kinga                      | 2019 | Trix, Bandezan              | Album nélküli kislemez |
| Nasa                               | 2019 | Mikee Mykanic, DolBeats     | Ujjal bumm             |
| Csokdigger                         | 2019 | Dé:Nash                     | Album nélküli kislemez |
| Szeánsz                            | 2019 | Kilakikitt, Ljay            | Főgonosz flow          |
| Szakértelem                        | 2019 | Kilakikitt                  | Főgonosz flow          |
| Killa piknik                       | 2019 | Kilakikitt                  | Főgonosz flow          |
| Paraziták                          | 2020 | Tirpa, Ljay                 | Fény és csoda          |
| Wolt                               | 2020 | Tirpa, Giaj, AZA            | Fény és csoda          |
| Hajnali 4 a Király utcában - Remix | 2021 | AKC Misi, AKC Kretta        | Vivien (Misi Deluxe)   |
| Össznépi trepni                    | 2021 | Bëlga, Dé:Nash, Kiss Erzsi  | Karnevál               |
| 27                                 | 2021 | 6363                        | METAMATIKA             |
| OFFWHITE                           | 2021 | Beton.Hofi, Lil Frakk       | comic sins             |
| Bálnák                             | 2021 | Dzsúdló                     | Szörnyeteg             |
| Szeress                            | 2022 | 6363                        | M3T4M4T1K4             |
| Az én sávom                        | 2022 | bongor                      | Testi Mesék            |
| Beszorult mondat                   | 2023 | Kispál és a Borz            | Beszorult mondat       |

## Videóklipek
| Cím                           | Év   | Rendező(k)                     | For.   |
| ----------------------------- | ---- | ------------------------------ | ------ |
| Schmuck                       | 2018 | Szabó Bence                    | [ 1 ]  |
| Nehézlábérzés                 | 2018 | AJ                             | [ 2 ]  |
| Dobd Fel Magad                | 2018 | AJ                             | [ 3 ]  |
| Jegyzetek                     | 2019 | AJ                             | [ 4 ]  |
| Üzenetek                      | 2019 | AJ                             | [ 5 ]  |
| Értesítések                   | 2019 | AJ                             | [ 6 ]  |
| Lenémítva                     | 2019 | Orbán Péter                    | [ 7 ]  |
| LEJTŐ                         | 2020 | Lukácsi Liza                   | [ 8 ]  |
| PUSZI                         | 2020 | Krúbi, AJ                      | [ 9 ]  |
| Partyzán                      | 2023 | Krúbi, Horváth Réka            | [ 10 ] |
| Ganxsta Zolee Tehet Mindenről | 2023 | Forró Boldizsár, Lelkes Botond | [ 11 ] |